# Martirio di san Maurelio

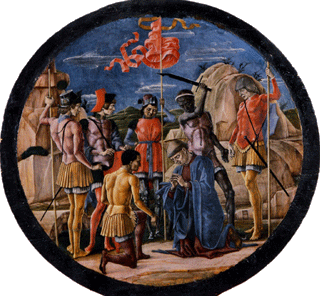
Un'immagine più piccola ma dai colori più veritieri

Il Martirio di san Maurelio è un dipinto olio su tavola (diametro 48 cm) di Cosmè Tura, databile al 1480 circa e conservato nella Pinacoteca nazionale di Ferrara.

## Storia
Il dipinto faceva parte di un polittico dedicato a san Maurelio già nella chiesa di San Giorgio fuori le mura a Ferrara. Vennero eseguite dalla fine degli anni settanta del XV secolo quando venne terminata la ristrutturazione della chiesa, venendo riconsacrata. Non si conosce la conformazione originale dell'opera, ma probabilmente era presente una raffigurazione centrale del santo, perduta, con un racconto figurato di episodi della sua vita, forse sei, di cui restano solo questa tavoletta e il Giudizio di san Maurelio nello stesso museo. Forse esse facevano parte della predella, come suggerisce la forma, ma le loro dimensioni sono più grandi dello standard usuale (come i tondi di predella del Polittico Roverella, sempre di Tura e originariamente nella stessa chiesa, che misurano circa 38 cm di diametro), per cui non sono escluse altre ipotesi.
Nel 1635 la pala era in cattivo stato di conservazione e fu sostituita con una pala di soggetto analogo di Guercino. I tondi vennero trasferiti in sagrestia e poi forse nell'attiguo monastero. Andati in possesso a Filippo Zafferini, nel 1817 egli li cedette al Comune di Ferrara. Si tratta delle uniche opere rimaste a Ferrara del fondatore della scuola ferrarese assieme alle ante dell'organo del Duomo.

## Descrizione e stile
Maurelio, vescovo e protettore di Ferrara, è raffigurato durante il suo ritorno dal viaggio nella città natale di Edessa, quando andò incontro al fratello tiranno che lo condanna a morte. Viene quindi portato fuori dalla città e decapitato.
Su uno sfondo di speroni rocciosi stratificati, derivato dalle opere di Andrea Mantegna, si svolge la scena del martirio. Il santo è raffigurato in ginocchio, con un'espressione di serena rassegnazione, mentre un soldato di colore, a torso nudo, ha già alzato la mano destra con la spada per colpirlo. Intorno assistono tre soldati, con uno inginocchiato davanti al santo che sembra tentare di confortarlo.
I colori sono vivaci e smaltati, con un chiaroscuro incisivo, tipico dell'autore. I panneggi sono pesanti e con effetto bagnato, che li fa apparire come di metallo lavorato a sbalzo, come si vede bene nel vessillo rosso al centro della scena, che si arrovella con ampie volute.